# Келли, Уильям
Уильям Лоуз Келли-младший (встречается также ошибочный вариант написания фамилии — Колли) (англ. William Laws Calley, Jr., 8 июня 1943, Майами, Флорида — 28 апреля 2024, Гейнсвилл , Флорида
) — офицер американской армии, участвовавший в массовом убийстве мирных жителей в Сонгми во время войны США во Вьетнаме.

## Биография
Родился 8 июня 1943 года в семье ветерана Второй мировой войны. Окончил школу в Майами. Учился в колледже в Палм-Бич, откуда выбыл из-за плохих оценок. После этого занимался подработками, нигде надолго не задерживаясь.
Вступил в Армию США в июле 1966 года. Был зачислен в Школу подготовки кандидатов в офицеры Сухопутных войск (Форт-Беннинг, шт. Джорджия), после завершения которой в сентябре 1967 года получил звание 2-го лейтенанта и назначение в роту C («Чарли») 1-го батальона 20-го пехотного полка 11-й лёгкой пехотной бригады.

## Служба в армии
В конце 1967 года 11-я бригада была переброшена в Южный Вьетнам, где перешла под оперативный контроль 23-й пехотной дивизии. 16 марта 1968 года рота C участвовала в операции в деревне Милай 4 (деревенская община Сонгми), переросшей в резню мирного населения.

## Преступление
В ноябре 1969 года дело Милай наконец получило широкую огласку, после чего личность Келли стала объектом изучения американскими средствами массовой информации. Суд над лейтенантом продолжался с ноября 1970 по март 1971 года и закончился признанием Келли виновным в убийстве 22 мирных жителей. Первоначальный приговор (пожизненное заключение) был в августе 1971 года изменён на 20 лет лишения свободы. Фактически Келли провёл три с половиной года под домашним арестом, после чего в 1974 году был условно-досрочно освобождён.

## После помилования
После своего освобождения Келли работал в ювелирном магазине в Колумбусе (Джорджия).
В 2009 году Келли публично извинился за отданный приказ:
Я сочувствую всем, кто пострадал в деревне Милаи, и прошу извинения у всех вьетнамцев за эту трагедию. За то, что сделали американские солдаты. 
Если Вы спросите, почему я не защитил их, мне придётся ответить, что я был лейтенантом, и осознаю, что глупо выполнял приказ офицеров высшего командования.